# Arroyomolinos (Estremadura)
Arroyomolinos è un comune spagnolo di 999 abitanti situato nella comunità autonoma dell'Estremadura.